# Váhovce
Váhovce (in ungherese Vága) è un comune della Slovacchia facente parte del distretto di Galanta, nella regione di Trnava.